# 11760 Auwers
11760 Auwers è un asteroide della fascia principale. Scoperto nel 1960, presenta un'orbita caratterizzata da un semiasse maggiore pari a 3,1620219 UA e da un'eccentricità di 0,0964451, inclinata di 4,73024° rispetto all'eclittica.
L'asteroide è dedicato all'astronomo tedesco Arthur Auwers.